# Стрільба з лука на літніх Олімпійських іграх 2020 — кваліфікація
У змаганнях з стрільби з лука на літніх Олімпійських іграх 2020 року зможуть взяти участь 128 спортсменів (64 чоловіків і 64 жінок), які розіграють між собою 5 комплектів нагород. Кожен НОК може бути представлений не більше ніж шістьма спортсменами (по 3 стрільці кожної статі).

## Правила кваліфікації
У командній першості у чоловіків і жінок, по вісім квот будуть розіграні в рамках чемпіонату світу 2019 року. Кожен НОК, що отримав квоту, також має право виставити три спортсмени в особистій першості. Загалом у командній першості візьме участь по 12 команд у чоловіків і жінок. Отож, через командну першість будуть розподілені по 36 квот в особисту першість. Господарям Ігор, збірній Японії, гарантована участь в командній першості. У разі, якщо збірна Японії увійде до числа восьми найкращих команд на чемпіонаті світу, квота, що звільнилася, буде розіграна на фінальному кваліфікаційному турнірі влітку 2020 року. Решта НОК, які не ввійшли до числа учасників командної першості, зможуть бути представлені максимум одним спортсменом в особистій першості кожної статі. Якщо спортсмен отримав для НОК квоту в індивідуальній першості, а потім НОК отримала квоту в командній першості, індивідуальна квота буде розігруватися у фінальному кваліфікаційному турнірі.
На чемпіонаті світу, також будуть розподілені 4 квоти за підсумками індивідуальної першості, квоти отримають найкращі НОК, чиї спортсмени не кваліфікувалися завдяки командному турніру. Крім цього, для Європи, Азії та Америки, одна квота буде розіграна в рамках мультиспортивних континентальних турнірів. На всіх континентах будуть проведені кваліфікаційні змагання. Фінальний кваліфікаційний турнір пройде влітку 2020 року, спочатку в ньому буде розіграна 1 квота, але їх може стати більше, якщо квоти виділені для інших змагань не будуть використані з якихось причин. Ще по 4 квоти (по 2 в особистій першості у чоловіків і жінок) будуть розподілені тристоронньої комісією.
На Іграх 2020 року, вперше буде розіграний комплект медалей серед змішаних пар. Кваліфікація для цієї дисципліни пройде через рейтингові раунди на початку Олімпійських ігор. Кожен НОК, який кваліфікував принаймні одного чоловіка і одну жінку, отримає право взяти участь у відборі, 16 найкращих пар з найкращим нормативом на початок ігор, розіграють комплект нагород. У змішаних командних змаганнях, що проводяться на континентальних іграх, команда-переможець отримає по одній квоті на стать, що дозволить їй взяти участь у кваліфікації.
Для участі в іграх, всі лучники, в період починаючи з чемпіонату світу 2019 року і закінчуючи фінальним кваліфікаційним турніром, повинні виконати такий мінімальний норматив:
| дистанція | чоловіки | жінки |
| --------- | -------- | ----- |
| 70 метрів | 640      | 605   |

Кваліфікаційні змагання
| Дисципліна                                      | Дата                       | Місце        |
| ----------------------------------------------- | -------------------------- | ------------ |
| Азійські ігри 2018                              | 18 серпня – 2 вересня 2018 | Джакарта     |
| Чемпіонат світу зі стрільби з лука 2019         | 10–16 червня 2019          | Гертогенбос  |
| Європейські ігри 2019                           | 21–30 червня 2019          | Мінськ       |
| Тихоокеанські ігри 2019                         | 8–20 липня 2019            | Апіа         |
| Панамериканські ігри 2019                       | 26 липня – 11 серпня 2019  | Ліма         |
| Африканські ігри 2019                           | 26–30 серпня 2019          | Рабат        |
| Чемпіонат Азії зі стрільби з лука 2019          | 22–28 листопада 2019       | Бангкок      |
| Американський кваліфікаційний турнір            | 22–28 березня 2021         | Монтеррей    |
| Океанський кваліфікаційний турнір               | березень – травень 2021    | Сува (Фіджі) |
| Чемпіонат Європи зі стрільби з лука 2021        | May 31–6 червня 2021       | Анталія      |
| Фінальний командний кваліфікаційний турнір      | 18–21 червня 2021          | Париж        |
| Фінальний індивідуальний кваліфікаційний турнір | 18–21 червня 2021          | Париж        |
| Океанський кваліфікаційний турнір               | 18–21 червня 2021          | Париж        |

## Підсумки кваліфікації
| Країна                  | Чоловіки      | Чоловіки | Жінки         | Жінки   | Мікст   | Загалом    |
| Країна                  | Індивідуальні | Команда  | Індивідуальні | Команда | Команда | Спортсмени |
| ----------------------- | ------------- | -------- | ------------- | ------- | ------- | ---------- |
| Австралія (AUS)         | 3             | X        |               |         |         | 3          |
| Бангладеш (BAN)         | 1             |          |               |         |         | 1          |
| Білорусь (BLR)          |               |          | 3             | X       |         | 3          |
| Бутан (BHU)             |               |          | 1             |         |         | 1          |
| Бразилія (BRA)          | 1             |          | 1             |         | X       | 2          |
| Канада (CAN)            | 1             |          | 1             |         | X       | 2          |
| Чад (CHA)               | 1             |          |               |         |         | 1          |
| Чилі (CHI)              | 1             |          |               |         |         | 1          |
| Колумбія (COL)          | 1             |          | 1             |         | X       | 2          |
| Китай (CHN)             | 3             | X        | 3             | X       | X       | 6          |
| Данія (DEN)             |               |          | 1             |         |         | 1          |
| Еквадор (ECU)           |               |          | 1             |         |         | 1          |
| Єгипет (EGY)            | 1             |          | 1             |         | X       | 2          |
| Франція (FRA)           | 1             |          | 1             |         | X       | 2          |
| Німеччина (GER)         | 1             |          | 3             | X       | X       | 4          |
| Велика Британія (GBR)   | 3             | X        | 3             | X       | X       | 6          |
| Індія (IND)             | 3             | X        | 1             |         | X       | 4          |
| Індонезія (INA)         | 1             |          | 1             |         | X       | 2          |
| Іран (IRI)              | 1             |          |               |         |         | 1          |
| Італія (ITA)            | 1             |          | 1             |         | X       | 2          |
| Кот-д'Івуар (CIV)       |               |          | 1             |         |         | 1          |
| Японія (JPN)            | 3             | X        | 3             | X       | X       | 6          |
| Казахстан (KAZ)         | 3             | X        |               |         |         | 3          |
| Малайзія (MAS)          | 1             |          |               |         |         | 1          |
| Мексика (MEX)           | 1             |          | 1             |         | X       | 2          |
| Молдова (MDA)           |               |          | 1             |         |         | 1          |
| Монголія (MGL)          | 1             |          |               |         |         | 1          |
| Нідерланди (NED)        | 3             | X        | 1             |         | X       | 4          |
| Нова Зеландія (NZL)     | 1             |          | 1             |         | X       | 2          |
| Північна Корея (PRK)    | –             |          | –             |         | –       | 0          |
| Росія (RUS)             |               |          | 3             | X       |         | 3          |
| Словенія (SLO)          | 1             |          |               |         |         | 1          |
| Словаччина (SVK)        |               |          | 1             |         |         | 1          |
| Південна Корея (KOR)    | 3             | X        | 3             | X       | X       | 6          |
| Іспанія (ESP)           | 1             |          | 1             |         | X       | 2          |
| Швеція (SWE)            |               |          | 1             |         |         | 1          |
| Китайський Тайбей (TPE) | 3             | X        | 3             | X       | X       | 6          |
| Туніс (TUN)             | 1             |          | 1             |         | X       | 2          |
| Туреччина (TUR)         | 1             |          | 1             |         | X       | 2          |
| Україна (UKR)           |               |          | 3             | X       |         | 3          |
| США (USA)               | 1             |          | 1             |         | X       | 2          |
| В'єтнам (VIE)           | 1             |          | 1             |         | X       | 2          |
| Загалом: 42 НОК         | 49            | 9        | 50            | 9       | 22      | 99         |

## Чоловічі турніри
| Дисципліна                              | Місце              | Спортсменів на НОК | Загалом квот | Кваліфікувались |
| Команда                                 | Команда            | Команда            | Команда      | Команда |
| --------------------------------------- | ------------------ | ------------------ | ------------ | --- |
| Країна-господарка                       | —                  | 3                  | 3            | Японія (JPN) |
| Чемпіонат світу зі стрільби з лука 2019 | Гертогенбос        | 3                  | 24           | Австралія (AUS) Китай (CHN) Велика Британія (GBR) Індія (IND) Казахстан (KAZ) Південна Корея (KOR) Нідерланди (NED) Китайський Тайбей (TPE) |
| Фінальний кваліфікаційний турнір        | Париж              | 3                  | 9            | |
| змішані команди                         |                    |                    |              | |
| Азійські ігри 2018                      | Джакарта/Палембанг | 1                  | 1            | Північна Корея (PRK) |
| Європейські ігри 2019                   | Мінськ             | 1                  | 0            | — |
| Тихоокеанські ігри 2019                 | Апіа               | 1                  | 1            | Нова Зеландія (NZL) |
| Панамериканські ігри 2019               | Ліма               | 1                  | 0            | — |
| Африканські ігри 2019                   | Рабат              | 1                  | 1            | Єгипет (EGY) |
| Індивідуальні                           |                    |                    |              | |
| Чемпіонат світу зі стрільби з лука 2019 | Гертогенбос        | 1                  | 4            | Бангладеш (BAN) Італія (ITA) Малайзія (MAS) США (USA)                                                                                       |
| Азійські ігри 2018                      | Джакарта/Палембанг | 1                  | 1            | Індонезія (INA) |
| Європейські ігри 2019                   | Мінськ             | 1                  | 1            | Іспанія (ESP) |
| Панамериканські ігри 2019               | Ліма               | 1                  | 2[b]         | Бразилія (BRA) Канада (CAN) |
| Африканські ігри 2019                   | Рабат              | 1                  | 2            | Чад (CHA) Туніс (TUN) |
| Чемпіонат Азії зі стрільби з лука 2019  | Бангкок            | 1                  | 3            | Іран (IRI) Монголія (MGL) В'єтнам (VIE) |
| Американський кваліфікаційний турнір    | Мексика            | 1                  | 3            | Колумбія (COL) Чилі (CHI) Мексика (MEX) |
| Європейський кваліфікаційний турнір     | Анталія            | 1                  | 4            | Туреччина (TUR) Франція (FRA) Словенія (SLO) Німеччина (GER)                                                                                |
| Океанський кваліфікаційний турнір       | Париж              | 1                  | 1            | |
| Фінальний кваліфікаційний турнір        | Париж              | 1                  | 3            | |
| Запрошення тристоронньої комісії        | —                  | 1                  | 2            | |
| Загалом                                 | Загалом            | Загалом            | 64           | |

## Жіночі турніри
| Дисципліна                              | Місце              | Спортсменів на НОК | Загалом квот | Кваліфікувались |
| Команда                                 | Команда            | Команда            | Команда      | Команда |
| --------------------------------------- | ------------------ | ------------------ | ------------ | --- |
| Країна-господарка                       | —                  | 3                  | 3            | Японія (JPN) |
| Чемпіонат світу зі стрільби з лука 2019 | Гертогенбос        | 3                  | 24           | Білорусь (BLR) Китай (CHN) Велика Британія (GBR) Німеччина (GER) Південна Корея (KOR) Росія (RUS) Китайський Тайбей (TPE) Україна (UKR) |
| Фінальний кваліфікаційний турнір        | Париж              | 3                  | 9            | |
| змішані команди                         |                    |                    |              | |
| азійські ігри 2018                      | Джакарта/Палембанг | 1                  | 1            | Північна Корея (PRK) |
| європейські ігри 2019                   | Мінськ             | 1                  | 1            | Італія (ITA) |
| Тихоокеанські ігри 2019                 | Апіа               | 1                  | 1            | Нова Зеландія (NZL) |
| Панамериканські ігри 2019               | Ліма               | 1                  | 1            | США (USA) |
| Африканські ігри 2019                   | Рабат              | 1                  | 1            | Єгипет (EGY) |
| Індивідуальні                           |                    |                    |              | |
| Чемпіонат світу зі стрільби з лука 2019 | Гертогенбос        | 1                  | 4            | Данія (DEN) Мексика (MEX) Молдова (MDA) Швеція (SWE)                                                                                    |
| азійські ігри 2018                      | Джакарта/Палембанг | 1                  | 1            | Індонезія (INA) |
| європейські ігри 2019                   | Мінськ             | 1                  | 1            | Нідерланди (NED) |
| Панамериканські ігри 2019               | Ліма               | 1                  | 1            | Колумбія (COL) |
| Африканські ігри 2019                   | Рабат              | 1                  | 2            | Кот-д'Івуар (CIV) Туніс (TUN) |
| Чемпіонат Азії зі стрільби з лука 2019  | Бангкок            | 1                  | 3            | Бутан (BHU) Індія (IND) В'єтнам (VIE)                                                                                                   |
| Американський кваліфікаційний турнір    | Мексика            | 1                  | 3            | Бразилія (BRA) Канада (CAN) Еквадор (ECU)                                                                                               |
| Європейський кваліфікаційний турнір     | Анталія            | 1                  | 4            | Іспанія (ESP) Франція (FRA) Словаччина (SVK) Туреччина (TUR)                                                                            |
| Океанський кваліфікаційний турнір       | Париж              | 1                  | 1            | |
| Фінальний кваліфікаційний турнір        | Париж              | 1                  | 2            | |
| Запрошення тристоронньої комісії        | —                  | 1                  | 2            | |
| Загалом                                 | Загалом            | Загалом            | 64           | |